# رودولف کی. تاور
رودولف کی. تاور (انگلیسی: Rudolf K. Thauer؛ زادهٔ ۵ اکتبر ۱۹۳۹) زیست‌شناس، و استاد بازنشسته میکروب‌شناسی و سرپرست گروه Emeritus را در مؤسسه میکروبیبیولوژی زمینی مکس پلانک در ماربورگ اهل آلمان و از اعضای مجمع فیلسوفان آمریکا است.

## زندگی
تاور حدود ۱۵ سال در دانشکده زیست‌شناسی در دانشگاه فیلیپس در ماربورگ (آلمان) تدریس می‌کرد و در درجه اول به دلیل کار در زمینه بیوشیمی متانوژن‌ها شناخته می‌شود.
وی در سال ۱۹۸۶ جایزه گوتفرید ویلهلم لایبنیتس دریافت کرد. او همچنین دارای دکترای افتخاری از ETH زوریخ، دانشگاه واترلو و دانشگاه فرایبرگ بود. در سال ۱۹۹۱ او مدیر مؤسسه ماکس پلانک برای میکروبیولوژی زمینی در ماربورگ شد.
در سال ۲۰۱۸ به عنوان اعضای مجمع فیلسوفان آمریکا انتخاب شد.

## یادبود
جنس جدیدی از بتاپروتئین باکتریها به افتخار او Thauera نامگذاری شد. Methanobrevibacter thaueri نیز به اسم او نامگذاری شد.